# گیم آواردز
گیم آواردز یک مراسم جوایز سالانه مربوط به صنعت بازی‌های ویدئویی است. این مراسم توسط روزنامه‌نگار کانادایی بازی‌ها، جف کیلی که بیش از ده سال روی جوایز بازی‌های ویدئویی اسپایک کار کرده بود میزبانی می‌شود. این مراسم همچنین محل رونمایی از بازی‌های جدید و انتشار اخباری در مورد بازی‌های قبلاً رونمایی شده است. اولین دوره گیم آواردز در ۵ دسامبر ۲۰۱۴ برگزار شد.

## برگزاری
مراسم گیم آواردز تحت عنوان یک کمیته با حضور نمایندگانی از سازندگان سخت‌افزاری در شرکت‌های سونی، ماکروسافت، نینتندو و ای‌ام‌دی و همچنین تعدادی از افراد منتشر کننده بازی‌های کامپیوتری برگزار می‌شود. این کمیته با همکاری حدود سی سازمان خبری بازی‌های ویدیویی، بازی‌های مختلف را در دسته‌های مختلف تقسیم‌بندی می‌کند. تا قبل از سال ۲۰۱۷ علاوه بر اعضای کمیته، ۲۸ متخصص صنعت بازی نیز در رای‌گیری انتخاب بهترینِ هر بخش شرکت می‌کردند. اما از سال ۲۰۱۷ این تعداد به ۵۰ متخصص بازی کامپیوتری رسید. در سال ۲۰۱۹ چندین نشریه انگلیسی هم به اعضای کمیته اضافه شدند. در حال حاضر ۹۰٪ آرا توسط اعضای کمیته، ۵۰ متخصص بازی و نشریات انگلیسی انتخاب خواهد شد و ۱۰٪ آرا توسط آرای عمومی مردم انتخاب خواهد شد.

## مراسم‌های اهدای جوایز
| رویداد | تاریخ          | بازی سال                     | محل                         | بینندگان (میلیون) |
| ------ | -------------- | ---------------------------- | --------------------------- | ----------------- |
| ۲۰۱۴   | ۵ دسامبر ۲۰۱۴  | عصر اژدها: تفتیش عقاید       | اکسیس (لاس وگاس)            | ۱٫۹               |
| ۲۰۱۵   | ۳ دسامبر ۲۰۱۵  | ویچر ۳: وایلد هانت           | تئاتر مایکروسافت (لس آنجلس) | ۲٫۳               |
| ۲۰۱۶   | ۱ دسامبر ۲۰۱۶  | اورواچ                       | تئاتر مایکروسافت (لس آنجلس) | ۳٫۸               |
| ۲۰۱۷   | ۷ دسامبر ۲۰۱۷  | افسانه زلدا: نفس وحش         | تئاتر مایکروسافت (لس آنجلس) | ۱۱٫۵              |
| ۲۰۱۸   | ۶ دسامبر ۲۰۱۸  | خدای جنگ                     | تئاتر مایکروسافت (لس آنجلس) | ۲۶٫۲              |
| ۲۰۱۹   | ۱۲ دسامبر ۲۰۱۹ | سکیرو: سایه‌ها دو بار می‌میرند | تئاتر مایکروسافت (لس آنجلس) | ۴۵٫۲              |
| ۲۰۲۰   | ۱۰ دسامبر ۲۰۲۰ | آخرین بازمانده از ما قسمت ۲  | رویداد مجازی                | ۸۳٫۲              |
| ۲۰۲۱   | ۹ دسامبر ۲۰۲۱  | دو نفر لازم است              | تئاتر مایکروسافت (لس آنجلس) | ۸۵                |
| ۲۰۲۲   | ۹ دسامبر ۲۰۲۲  | الدن رینگ                    | تئاتر مایکروسافت (لس آنجلس) | ۱۰۳               |
| ۲۰۲۳   | ۷ دسامبر ۲۰۲۳  | بالدورز گیت ۳                | تماشاخانه پیکاک (لس آنجلس)  | ۱۱۸               |
| ۲۰۲۴   | ۱۲ دسامبر ۲۰۲۴ | آسترو بات                    | تماشاخانه پیکاک (لس آنجلس)  |                   |